# Life's Shadows
Life's Shadows er en amerikansk stumfilm fra 1916 af William Nigh.

## Medvirkende
- William Nigh som Martin Bradley
- Irene Howley som Madge Morrow
- Will S. Stevens som Hugh Thorndyke
- Robert Elliott som Rodney Thorndyke
- Roy Clair som Chester Thorndyke